# Alexander Mackenzie
Sir Alexander Mackenzie (Skotsk-gælisk: Alasdair MacCoinnich, 1764 – 12. marts 1820) var en skotsk-canadisk opdagelsesrejsende.

## Liv og virke

### Baggrund
Mackenzie ble født i Stornoway på øen Lewis i de Ydre Hebrider i Skotland. I 1774 flyttede hans familie til New York og derefter i 1776 til Montreal under den Amerikanske revolution.

### Karriere
I 1779 fik han en job hos North West Company, og for selskabet rejste han i 1788 til Athabascasøen og grundlagde Fort Chipewyan. Han blev sendt for at erstatte Peter Pond, en af partnerne i North West Company. Fra Pond fik han at vide at i følge indianerne i området løb de lokale floder mod nordvest. På grundlag af disse oplysninger tog han afsted med kano og 10. juli 1789 opdagede han floden Mackenzie River, som han fulgte helt til udløbet i håb om at finde Nordvestpassagen til Stillehavet. Selv om han nåede helt frem til Nordishavet kaldte han floden Disappointment River («Skuffelsesfloden»), da den ikke førte til Cook Inlet i Alaska som han havde forventet. Navnet på floden blev senere ændret til Mackenzie River til hans ære.
I 1791 rejste han til Storbritannien for at studere nye fremskridt indenfor måling af længdegrader.

### Tværs over kontinentet
Da han vendte tilbage i 1792 tog han afsted igen for at finde en rute til Stillehavet. Med et følge af indfødte førere, franske voyageurs og en hund de kaldte «Our Dog», forlod Mackenzie Fort Fork langs Peace River. Han fandt det øvre løb af floden Fraser, men blev af de lokale stammer advaret om at de nedre dele af floden ikke var sejlbare og befolket af stridslystne stammer. Han blev i stedet anbefalet at følge en etableret handelsrute som gik op af West Road-floden, krydsede over Coast Mountains, og derefter ned af floden Bella Coola til havet. Han fulgte dette råd og nåede den 20. juli 1793 frem til Bella Coola ved North Bentinck Arm, en fjordarm ved Stillehavet. Med dette fuldførte han den første kendte transkontinentale rejse tværs over Nord-Amerika nord for Mexico. Tidligere var den nordligste krydsning været af Cabeza de Vaca på Narváez-ekspeditionen, som startede ved kysten af den Mexicanske Golf i Texas endte ved Californiske Golf i Mexico.
Mackenzie ville fortsætte vestover, for at nå frem til det åbne hav, men måtte vende på grund af fjendtlige medlemmer af Heiltsuk-stammen. George Vancouvers ekspedition havde besøgt Bella Coola 48 dage tidligere. På det vestligste punkt han nåede, ved Dean Channel den 22. juli 1793), skrev han, omringet af heiltsukenes krigskanoer, «Alexander Mackenzie fra Canada, over land, 22. juli 1793» på en sten, med en rødlig maling af zinnoberrødt og bjørnefedt, og snudde deretter rundt for å vende tilbake til «Canada». Stenen, som ligger nær vandkanten i Dean Channel, bærer stadig disse ord, som senere blev permanent hugget ind af senere kortlæggere. Stedet er nu Sir Alexander Mackenzie Provincial Park.
Han blev slået til ridder for sine præstationer i 1802, og var medlem af den lovgivende forsamling i Nedre Canada fra 1804 til 1808. I 1812 giftede han sig og vendte tilbage til Skotland. Mackenzie døde i 1820 af nyrebetændelse. Han er begravet i byen Avoch ved Moray Firth.